# إيلين ديفيز
إيلين ديفيز (بالإنجليزية: Eileen Davies)‏ هي ممثلة بريطانية، ولدت في 23 سبتمبر 1948 في هيستينغز في المملكة المتحدة.

## وصلات خارجية
- إيلين ديفيز على موقع IMDb (الإنجليزية)
- إيلين ديفيز على موقع قاعدة بيانات الفيلم (الإنجليزية)